# Monte Carlo Rallye
Monte Carlo Rallye ist eine britisch-italienisch-französische Filmkomödie von Ken Annakin aus dem Jahr 1969. Der Film, der von einem fiktiven Autorennen in den 1920er Jahren mit dem Ziel Monte-Carlo handelt, hatte am 28. Mai 1969 in New York Premiere. In Deutschland kam der Film am 18. September 1969 in die Kinos.

## Handlung
In den 1920er Jahren ist die Rallye Monte Carlo ein 1500-Meilen-Ausdauerrennen. Die Teilnehmer starten von verschiedenen Punkten aus zum Ziel in Monte Carlo.
Zu den Teilnehmern gehören Chester Schofield und Sir Cuthbert, die Besitzer einer britischen Automobilfabrik. Chester, ein amerikanischer Spieler, hat seinen Anteil an der Fabrik bei einem Pokerspiel mit Sir Cuthberts Vater gewonnen. Wer von den beiden zuerst ankommt, wird die ganze Fabrik besitzen. Major Dawlish und Lieutenant Barrington, zwei britische Offiziere, halten sich für Erfinder. Die beiden italienischen Polizisten Angelo Pincelli und Marcello Agosti sind Schürzenjäger. Otto und Schickel sind zwei deutsche Gauner, die nicht wissen, dass die Besitzer ihres Autos gestohlene Juwelen im Ersatzreifen versteckt haben. Hinzu kommen noch drei französische Feministinnen unter der Führung von Marie-Claude, einer Ärztin.
Während des Rennens haben die Beteiligten mit dem Wetter, den Straßenbedingungen und den Gegnern zu kämpfen. Chester verliert seinen Beifahrer Cuthbert, setzt das Rennen aber alleine fort, bis er auf die hübsche Betty trifft. Otto und Schickel geraten in einen Wintersportort und enden an einem Skilift. In einem Hotel in den französischen Alpen kommen die Teilnehmer zusammen. Die Nacht wird chaotisch, da die Zimmer falsch belegt werden. Angelo und Marcello geraten mit den Feministinnen aneinander. Die Deutschen entdecken die Juwelen, wollen aber das Rennen fortsetzen. Betty chauffiert den schlafenden Chester über einen gefrorenen Wasserfall.
Nachdem die Französinnen bei Verunglückten einer Lawine Erste Hilfe geleistet haben, kommen die Rennfahrer in Monte Carlo an. Da alle Teilnehmer die gleiche Punktzahl haben, muss ein Rennen über die windigen Gebirgsstraßen die Entscheidung bringen. Dawlish und Barrington scheiden aus, als ihr Raketenantrieb in die Luft fliegt. Cuthbert wird wegen Reifendiebstahls disqualifiziert, während Schickel und Otto verhaftet und abgeführt werden. Die Italiener werden zu Siegern erklärt, sie widmen ihren Pokal den Feministinnen. Gleichzeitig wird der immer noch schlafende Chester von Betty über die Ziellinie gefahren.

## Kritiken
Für das Lexikon des internationalen Films ist Monte Carlo Rallye ein „überwiegend amüsanter, tempo- und gagreicher Film, der menschliche Schwächen und nationale Eigenheiten ironisch glossiert.“ Die Zeitschrift Cinema zog folgendes Fazit: „Charmant altmodisch mit spleenigem Witz.“

## Synchronisation
Die deutsche Fassung entstand in den Studios der Berliner Synchron GmbH. Das Dialogbuch schrieb Konrad Wagner, der auch die Regie übernahm und selbst als Sprecher zu hören ist.
| Darsteller            | Rolle                 | Synchronsprecher  |
| --------------------- | --------------------- | ----------------- |
| Tony Curtis           | Chester Schofield     | Herbert Stass     |
| Terry-Thomas          | Sir Cuthbert          | Dietrich Frauboes |
| Eric Sykes            | Perkins               | Harry Wüstenhagen |
| Lando Buzzanca        | Marcello Agosti       | Michael Chevalier |
| Walter Chiari         | Angelo Pincelli       | Christian Rode    |
| Bourvil               | Monsieur Dupont       | Arnold Marquis    |
| Mireille Darc         | Marie-Claude          | Ilse Pagé         |
| Marie Dubois          | Pascale               | Ursula Herwig     |
| Nicoletta Machiavelli | Dominique             | n.n.              |
| Susan Hampshire       | Betty                 | Margot Leonard    |
| Gert Fröbe            | Schickel              | Gert Fröbe        |
| Peer Schmidt          | Otto                  | Peer Schmidt      |
| Peter Cook            | Major Dawlish         | Thomas Eckelmann  |
| Dudley Moore          | Lieutenant Barrington | Wolfgang Draeger  |
| Jack Hawkins          | Graf Levinovitch      | Curt Ackermann    |

## Hintergrund
- Vier Jahre zuvor hatte Ken Annakin mit Die tollkühnen Männer in ihren fliegenden Kisten einen Film mit einer ähnlichen Geschichte gedreht. Auch darin wirkten Gert Fröbe und Terry-Thomas mit, ebenfalls dort beteiligt waren Komponist Ron Goodwin und Co-Autor Jack Davies.
- Tony Curtis hatte bereits in einem ähnlichen Film die Hauptrolle gespielt, nämlich in Das große Rennen rund um die Welt.
- Die Drehorte waren in Frankreich, Monaco, England und in Schweden sowie die Studios von Dino de Laurentiis in Rom.
- Der Titelsong Those Daring Young Men in Their Jaunty Jalopies wurde von Jimmy Durante gesungen. In den USA kam der Film unter diesem Titel in die Kinos.